# 米斯特豪芬山
47°12′12″N 9°59′50″E / 47.20333°N 9.99722°E

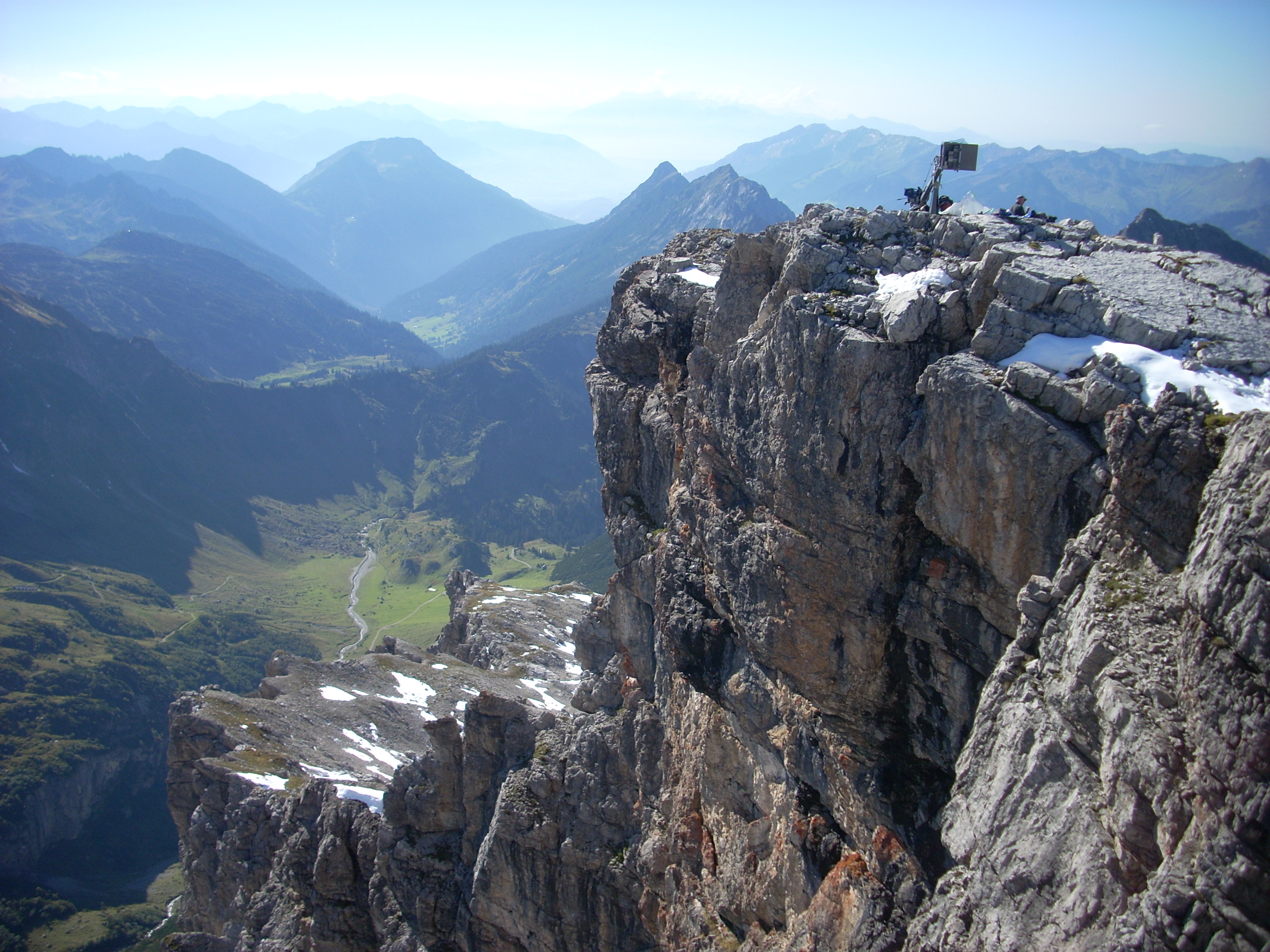

米斯特豪芬山（德語：Misthaufen），是奧地利的山峰，位於該國西部，由福拉爾貝格州負責管轄，屬於萊希奎倫山脈的一部分，處於布盧登茨，海拔高度2,436米。